# Tresillo
Il Tresillo  (/trɛˈsiːjoʊ/ Pronuncia spagnola: [tɾeˈsiʎo]) è schema ritmico (mostrato sotto) utilizzato nella musica latinoamericana. È una forma più elementare della figura ritmica conosciuta come habanera.  
| Tresillo divive |
|                 |

Il Tresillo è la più fondamentale cellula ritmica a doppio impulso nella musica cubana e in altra musica latinoamericana. Fu introdotto nel Nuovo Mondo attraverso la tratta atlantica degli schiavi durante il periodo coloniale. Il modello è anche la cellula ritmica a doppio impulso più fondamentale e prevalente nelle tradizioni musicali dell'Africa subsahariana.
Il modello cinquillo è un altro abbellimento comune del tresillo. Il cinquillo è usato frequentemente nella contradanza cubana (l'"habanera") e nel danzón.

## Tripletta (uso formale)
Tresillo è una parola spagnola che significa "terzina": tre note uguali nello stesso arco di tempo normalmente occupate da due note. Nel suo uso formale, il tresillo si riferisce a una suddivisione del ritmo che normalmente non si verifica all'interno della struttura data. Pertanto è indicato dal numero 3 tra le metà di una parentesi orizzontale sopra le note, come mostrato di seguito. La prima misura divide ogni battuta in tre: one, and, ah, two, and, ah. La seconda divide per tre (emiolia) l'arco di due tempi principali: one-ah, two-ah, three-ah.
|  |

## Correlativo del doppio impulso di 3:2

### Il tresillo-su-due
Nel ritmo subsahariano, i quattro battiti principali sono tipicamente divisi in tre o quattro impulsi, creando un ciclo di 12 impulsi (128) o 16 impulsi (44). Ogni modello a triplo impulso ha il suo correlato a doppio impulso; le due strutture di impulso sono due facce della stessa medaglia. I movimenti incrociati vengono generati raggruppando gli impulsi in contrasto con la loro struttura, ad esempio: gruppi di due o quattro in 128 o gruppi di tre o sei in 44. Il correlativo a doppio impulso dei tre tempi incrociati dell'emiolia è noto nella musica afrocubana come tresillo. I nomi degli impulsi di tresillo e i tre tempi incrociati dell'emiola (3:2) sono identici: one, one-ah, two-and.

### La generazione dei cross-beat
Lo schema composito del tresillo e dei ritmi principali è comunemente noto come habanera, congo, tango-congo o tango. Il ritmo dell'habanera è il correlato del doppio impulso dell'emiola verticale (sopra). Gli incrementi di tre battiti dell'emiolia sono generati raggruppando gli impulsi tripli in due a due: 6 impulsi ÷ 2 = 3 battiti incrociati. Tresillo viene generato raggruppando doppi impulsi in tre: 8 impulsi ÷ 3 = 2 movimenti incrociati (composti da tre impulsi ciascuno), con il resto di un movimento incrociato parziale (compreso su due impulsi). In altre parole, 8 ÷ 3 = 2, r2 Tresillo è un frammento ritmico incrociato. Contiene i primi tre movimenti incrociati di 4:3.

## Cellula ritmica di base (uso comune nella musica popolare cubana)

### L'habanera (contraddanza cubana)
La contradanza cubana, conosciuta al di fuori di Cuba come habanera, fu la prima musica scritta ad essere ritmicamente basata su un motivo africano (il tresillo e le sue varianti). Tresillo è usato come figura ostinata nella mano sinistra. L'habanera è stata la prima musica da ballo cubana ad essere esportata in tutto il mondo. A causa della popolarità globale dell'habanera, il tresillo e le sue varianti si trovano nella musica popolare in quasi tutte le città del pianeta. Più tardi, le esportazioni musicali cubane, come il son, il son montuno e il mambo, continuarono a rafforzare l'uso delle linee di basso e dei improvvisazioni del tresillo,

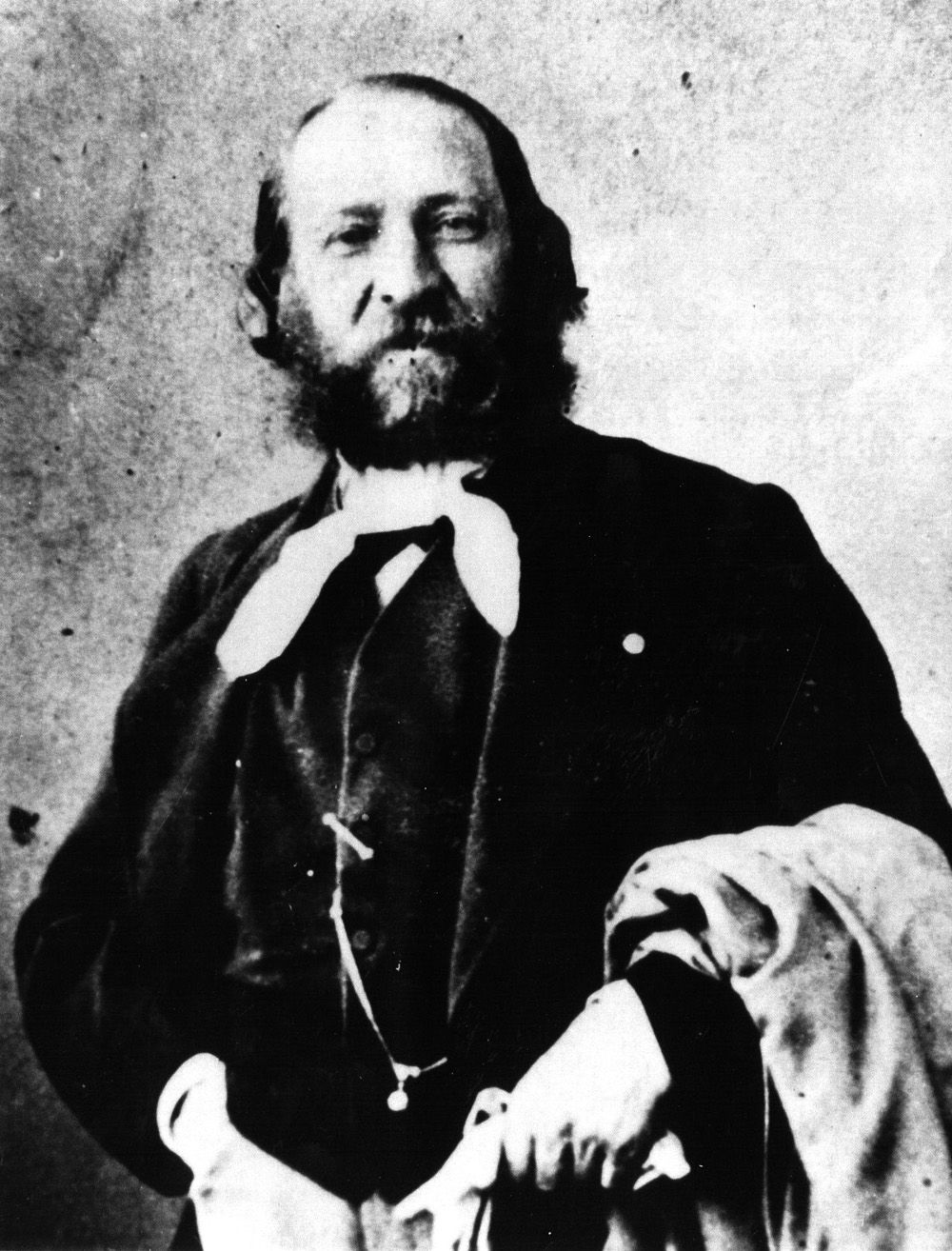
Composer Sebastián Iradier

"La Paloma" (1863) è una delle habanera più popolari, essendo stata prodotta e reinterpretata in diverse culture, ambientazioni, arrangiamenti e registrazioni negli ultimi 140 anni. La canzone è stata composta e scritta dal compositore spagnolo Sebastián Iradier (poi Yradier) dopo aver visitato Cuba nel 1861. Nell'estratto seguente, la mano sinistra suona il ritmo del tresillo.
| senza cornice |
|               |

### Il "tre lati" della clave
Come usato nella musica popolare cubana, tresillo si riferisce ai "tre lati" (primi tre colpi) del schema di tonalità del son clave.

### La più elementare cellula di base a duple-impulso
Sebbene la terzina divida i movimenti principali per tre impulsi (triplo impulso) e il tresillo li divida per quattro impulsi (doppio impulso), le due figure condividono gli stessi nomi di impulsi: one, one-ah, two-and. La figura comune nota come habanera è composta da tresillo con il secondo movimento principale.

Lo schema cinquillo è un altro abbellimento comune del tresillo. Il cinquillo è usato frequentemente nella contradanza cubana (l'"habanera") e nel danzón. La figura è anche un modello di campana comune trovato in tutta l'Africa subsahariana.

### Il tumbao basso
Il tresillo è la base ritmica di molti ritmi di batteria africani e afro-cubani, così come il tumbao basso ostinato nelle musiche cubane basate sul son, come il son montuno, mambo, salsa e latin jazz. L'esempio seguente mostra un tumbao basato su tresillo da "Alza los pies Congo" di Septeto Habanero (1925).
| · |

## Nella musica artistica
A causa della popolarità della contradanza cubana (habanera), la variante del tresillo conosciuta come ritmo habanera fu adottata nella musica d'arte europea. Ad esempio, l'opera di Georges Bizet Carmen (1874) ha una famosa aria, "L'amour est un oiseau Rebelle" basata su uno schema habanera. Le prime sette misure sono mostrate di seguito.
| L'amour est un oiseau rebellesenza_cornice |

Inoltre, la prima sinfonia di Louis Moreau Gottschalk, La nuit des Tropiques (Lett. "La notte dei tropici") (1860) fu influenzata dagli studi del compositore a Cuba. Gottschalk utilizza ampiamente la variante tresillo cinquillo. assistiamo all'inizio di un trattamento serio degli elementi ritmici afro-caraibici nella musica artistica del Nuovo Mondo. Tresillo e il ritmo habanera si sentono nella mano sinistra delle composizioni per pianoforte da salotto di Gottschalk come Souvenir de la Havane ("Souvenir dall'Avana") (1859).

## Il cinquillo-tresillo nelle Antille francesi
Il bélé (chiamato anche belair) è stato sviluppato nelle zone rurali della Martinica e viene suonato su un tamburo con lo stesso nome. Il tamburo è suonato da due esecutori: uno sta a cavalcioni del tamburo, suonando sulla pelle con entrambe le mani e un piede (che viene utilizzato per smorzare la pelle per produrre altezze diverse); l'altro esecutore usa un paio di bastoncini (chiamati tibwa) per battere ritmi incrociati caratteristici e intricati sul lato del tamburo.
In bélé, il cinquillo-tresillo è battuto dal tibwa, viene battuto dal tibwa, ma si traduce molto bene nel chacha (una maracas) quando i ritmi sono applicati per suonare la musica beguine. La beguine, una forma moderna di bélé, è accompagnata dal canto di chiamata e risposta e dalla danza. Il ritmo tibwa ha anche fornito ispirazione per il chouval bwa e poi per lo zouk (due musiche popolari delle Antille).
Nello zouk, il ritmo è spesso semplificato in un motivo quasi costante 3+3+2 e suonato con rimshotssul rullante mentre il chacha o gli charleston suonano il ritmo cinquillo-tresillo

## Nella musica afroamericana

### Ragtime e jazz
La musica afroamericana iniziò ad incorporare motivi ritmici afrocubani nel 1800 con la popolarità della contradanza cubana (conosciuta al di fuori di Cuba come habanera). L'habanera fu la prima musica scritta ad essere ritmicamente basata su un motivo africano (1803). Musicisti da L'Avana e New Orleans prendevano il traghetto due volte al giorno tra le due città per esibirsi e, non a caso, l'habanera mise rapidamente radici nella città musicalmente fertile di New Orleans. L'habanera fu il primo di molti generi musicali cubani che hanno goduto di periodi di popolarità negli Stati Unitie hanno rafforzato e ispirato l'uso di ritmi basati sul tresillo nella musica afroamericana.

Dal punto di vista della musica afroamericana, il ritmo dell'habanera può essere pensato come una combinazione di tresillo e musica beat.
Il tresillo nella musica afroamericana è uno degli esempi più evidenti di ritenzione ritmica africana negli Stati Uniti. Ci sono esempi di ritmi simili al tresillo in alcune musiche popolari afroamericane gli schemi di calpestio dei piedi nel ring shout e la musica di tamburi e pifferi del dopoguerra civile. Il tresillo è anche ascoltato nella musica di seconda linea di New Orleans. Wynton Marsalis considera il tresillo la "clave" di New Orleans, anche se, tecnicamente, lo schema è solo mezza clave.

John Storm Roberts afferma che "l'habanera raggiunse gli Stati Uniti 20 anni prima della pubblicazione del primo rag". Solace di Scott Joplin (1909) è considerata un habanera. Per oltre un quarto di secolo in cui si formarono e si svilupparono il cakewalk, il ragtime e il proto-jazz, l'habanera fu una parte costante della musica popolare afroamericana. Ned Sublette postula che il ritmo habanera "ha trovato la sua strada nel ragtime e nel cakewalk", mentre Roberts suggerisce che "l'influenza habanera potrebbe essere stata parte di ciò che ha liberato la musica nera dal basso europeo del ragtime."

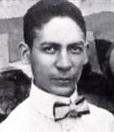
Jelly Roll Morton

I primi gruppi jazz di New Orleans avevano le habanera nel loro repertorio e il tresillo/habanera era un punto fermo ritmico del jazz a cavallo del XX secolo. Ad esempio, St. Louis Blues (1914) di W.C. Handy ha una linea di basso tresillo. Jelly Roll Morton considerava il tresillo/habanera (che chiamava la sfumatura spagnola) un ingrediente essenziale del jazz. Morton ha dichiarato, "Ora in uno dei miei primi brani, New Orleans Blues, si può notare la sfumatura spagnola. In effetti, se non riesci a inserire sfumature spagnole nei tuoi brani, non sarai mai in grado di ottenere il giusto condimento, come lo chiamo io, per il jazz". Di seguito è mostrato un estratto di New Orleans Blues. Nel brano, la mano sinistra suona il ritmo del tresillo, mentre la mano destra suona variazioni sul cinquillo.
| senza cornice |
|               |

L'importante ritmo Charleston di James P. Johnson è basato sui primi due colpi di tresillo. Johnson ha detto che ha imparato il ritmo dai lavoratori portuali dell’omonima città della Carolina del Sud. Anche se le origini esatte della sincope jazz non potranno mai essere conosciute, ci sono prove che l'habanera/tresillo fosse presente fin dal suo concepimento. A Buddy Bolden, il primo musicista jazz conosciuto, viene attribuito il merito di aver creato i big four, uno schema basato su tresillo/habanera. Il big four è stato il primo schema sincopato di grancassa a deviare dalla marcia standard sul ritmo. Come mostra l'esempio seguente, la seconda metà dello schema dei big four è il ritmo dell'habanera.

In Early Jazz; Its Roots and Musical Development, Gunther Schuller afferma:

### Il rhythm and blues

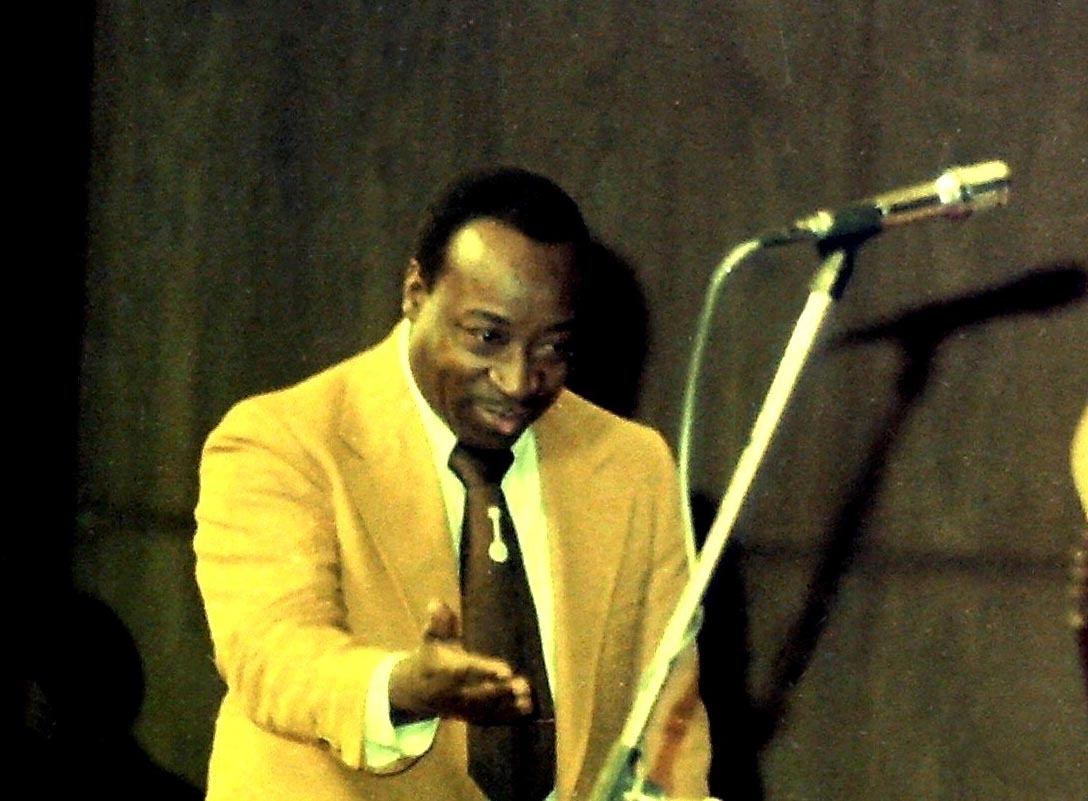
Dave Bartholomew in 1977

Alla fine degli anni '40, la musica R&B prese in prestito il tresillo direttamente dalla musica cubana.
(Palmer (1995))
In un'intervista del 1988 con Robert Palmer, Bartholomew rivelò come inizialmente sovrapponeva il tresillo al ritmo swing.
(Palmer (1988))
Bartholomew si riferiva al son con il termine improprio di rumba, una pratica comune di quel tempo. Sul Oh Cubanas di Bartholomew del 1949, basato sul tresillo, sentiamo chiaramente un tentativo di fondere la musica afroamericana e afro-cubana.
Blue Monday di Fats Domino, prodotto da Bartholomew, è un altro esempio di questo ormai classico uso del tresillo in R&B. Sul Oh Cubanas di Bartholomew del 1949, basato sul tresillo, sentiamo chiaramente un tentativo di fondere la musica afroamericana e afro-cubana. Nella sua composizione Misery (1957), il pianista di New Orleans Professor Longhair (Henry Roeland Byrd) suona una figura simile a un'habanera nella mano sinistra.
La linea di basso di Hound Dog di Elvis Presley del 1956 è forse l'esempio di rock 'n roll più noto dello schema ritmico del tresillo.

### Il dopo-bop
Il primo standard jazz composto da un non latino per sfruttare la correlazione tra tresillo e hemiola, fu Footprints di Wayne Shorter (1967). Nella versione registrata sull'album Miles Smiles da Miles Davis, il basso passa al tresillo a 2:20. Questo tipo di interazione ritmica africana tra le due strutture di impulso (suddivisione) fu esplorato negli anni '40 dagli afrocubani di Machito. A queste strutture accedono direttamente Ron Carter (basso) e Tony Williams (batteria), attraverso la sensibilità ritmica dello swing. In tutto il brano, i quattro movimenti, suonati o meno, vengono mantenuti come riferimento temporale.

Nell'esempio seguente i movimenti principali sono indicati dalle teste delle note tagliate. Sono mostrati qui per riferimento e non indicano le note basse.
Mongo Santamaria utilizzò lo schema del basso tresillo nel suo standard jazz del 1958 Afro Blue.

## Nella musica mediorientale e asiatica
Il tresillo si trova all'interno di una vasta fascia geografica che si estende dal Marocco all'Indonesia. È utilizzato in molti diversi tipi di musica in tutto il continente africano. L'uso del modello nella musica marocchina può essere fatto risalire agli schiavi portati a nord attraverso il Deserto del Sahara dall'attuale Mali. Questo modello potrebbe essere migrato ad est dal Nord Africa in Asia attraverso la diffusione dell'Islam. Nella musica egiziana e nella musica del Levante, il modello di Tresillo è indicato come "Malfouf". La musica africana ha una struttura ritmica divisiva. Il tresillo è generato attraverso il ritmo incrociato. Nella musica mediorientale e asiatica, la figura è generata attraverso il ritmo additivo, 3+3+2:
(Agawu (2003: 87))
Nella forma divisiva, i colpi di tresillo contraddicono le battute. Nella forma additiva, i colpi di tresillo sono le battute. Dal punto di vista metrico quindi, i due modi di percepire il tresillo costituiscono due ritmi diversi. D'altra parte, dal punto di vista semplicemente della struttura dei punti di attacco, il tresillo è un elemento condiviso della musica popolare tradizionale dalla punta nordoccidentale dell'Africa alla punta sudorientale dell'Asia. Oggi, attraverso la diffusione globale della musica hip-hop, sentiamo la grancassa del tresillo sovrapposta ai generi tradizionali nelle discoteche della vasta "cintura tresillo" Africa-Asia.

## Annotazioni
1. ↑  [Lo] schema della clave ha due cellule del ritmo opposte: la prima cellula consiste di tre colpi, o cellula ritmica, che è chiamato tresillo (spagnolo tres = tre). Questa parte ritmicamente sincopata della clave è chiamata la parte a tre lati o forte della clave. La seconda cellula ha due colpi e si chiama il due lati o la parte debole della clave... I diversi tipi di accento nella linea melodica si incontrano tipicamente con i colpi della  clave, che hanno un nome speciale. Alcuni dei colpi di clave sono accentati  più tradizionale dei tambores batá che negli stili di salsa più moderni. A causa della popolarità di questi colpi, sono stati utilizzati alcuni termini speciali per identificarli. Il secondo colpo della parte forte della clave si chiama 'bombo. È il colpo di clave più spesso accentato nel mio materiale di ricerca. L'accento identifica chiaramente i tre lati della clave (Peñalosa The Clave Matrix 2009, 93-94). Il secondo colpo della clave comune accentuato tra queste improvvisazioni è il terzo colpo della parte forte della clave. Questo colpo è chiamato Ponche'. Nei generi popolari cubani, questo colpo è spesso accentuato nelle pause all'unisono che passano tra le sezioni della canzone (Peñalosa 2009, 95; Mauleón 1993, 169). Il terzo modo tipico per accentuare i colpi della clave è quello di suonare una cellula ritmica, che include sia accenti bombo che ponche. Questa cella ritmica è chiamata [lo] schema "conga" (Ortiz, Fernando 1965 [1950] La Africania De La Musica Folklorica De Cuba, 277; Mauleón 1993, 169-170). Iivari, Ville (2011: 1, 5).[11]
2. ↑  "I ritmi [afro]-latini sono stati assorbiti negli stili neri americani in modo molto più coerente che nella musica popolare bianca, nonostante la popolarità della musica latina tra i bianchi" (Roberts 1979: 41).
3. ↑  Gunther Schuller, (1968: 19) "Probabilmente è giusto affermare che in generale i modelli ritmici africani più semplici sono sopravvissuti nel jazz... perché potevano essere adattati più facilmente alle concezioni ritmiche europee. Alcuni sopravvissero, altri furono scartati con il progredire dell’europeizzazione. Ciò può anche spiegare il fatto che modelli come [il tresillo sono]... rimasti uno dei modelli sincopati più utili e comuni nel jazz". Early Jazz: Its Roots and Musical Development; Le sue radici e lo sviluppo musicale. New York: Oxford Press.